# 捉猴啦系列
捉猴啦系列是由索尼電腦娛樂（現索尼互動娛樂）發行的電子遊戲系列作，第一款作品為1999年PlayStation平台上的《捉猴啦》。系列中經常融入與猿猴有關的幽默、獨特的可玩性，以及大量的流行文化參照。此外，本作品也是第一款使用DualShock控制器的遊戲。
《捉猴啦》是索尼電腦娛樂旗下最成功的系列品牌之一，除了遊戲之外，也推出收集卡、漫畫和動畫等衍生作品。

## 故事簡介

### 《捉猴啦》故事簡介
原本居住在猴子樂園的白色猴子，因意外戴上了嗶波猴帽，從此，擁有了高度智慧，心中萌起邪惡的思想，想侵略地球，某天，小翔和好友廣樹來到博士研究所，發現斯貝達和嗶波猴在研究所按下轉移空間器啟動鈕，把小翔和廣樹與他們一起送到別的地方，之後，斯貝達替廣樹洗腦，成為了小翔最大敵人，夏美和博士也被斯貝達捉走，小翔能不能打敗斯貝達，捕捉回所有的猴子和斯貝達以及與廣樹恢復記憶呢？

### 《嗶波猴2001》故事簡介
故事劇情是說捉猴啦1後的故事，某日在研究所，博士和夏美他們把嗶波猴傳送回猴子樂園後，忽然收到一個電話，電話內容是要把嗶波猴的褲子全部收集回來，小翔來到研究所，博士把這個任務交給小翔，小翔說要花很多時間，博士忽然把新神奇機器「吸塵機」拿出來，用這個神奇機器把嗶波猴的褲子吸回來吧！（本作的嗶波猴從前作的204隻嗶波猴，增加至2001隻！）

### 《捉猴啦2》故事簡介
當小翔捕捉回所有猴子及斯貝達後，某日，在博士的研究所內小翔的表弟小光來了，因為博士吩咐小光寄東西去給他，卻寄了嗶波猴的帽子，更不小心放出所有嗶波猴及斯貝達，夏美跟小光說，要小光在博士回來前去捕捉回所有猴子及斯貝達，究竟小光能不能夠捕捉回所有猴子跟斯貝達呢？

### 《捉猴啦3》故事簡介
與曾是博士的學生，也是科學家秋惠伯母每天過著和平日子，活力充沛的小男孩，小悟，與他的姐姐，當紅偶像的彩香。有一天，嗶波猴忽然佔據了世界各地的電視台，並開始播放一些「超猴的節目」！並由於內容過度無聊，會令持續觀看的人都變成懶惰蟲！且這件事背後，又有戴上嗶波帽的斯貝達存在！甚且，他似乎還與誓言對人類復仇的神秘協力者，智腦巫奇博士聯手合作。再不快點阻止那些奇怪的電視節目的播放，世界就要被嗶波猴支配了！
代替因嗶波猴的節目而變成懶惰蟲的博士，小翔，小光，這次改由小悟和彩香挑戰捉猴啦的大冒險！

### 《神奇機器競技場 嗶波猴終極熱戰》故事簡介
小翔一行人來到新市鎮參觀，剛巧，這裡舉行了第二屆高科技奧林匹克比賽，這場比賽是運用在捉猴啦系列上的神奇機器來比賽，取得冠軍，這次小翔他們決定參賽，與他們敵對的嗶波猴也決定參賽，在比賽開始前，春香看見了異能嗶波猴，另外，廣樹再次被斯貝達操控，幫助嗶波猴訓練，在這場比賽取得勝利，繄張刺激的第二屆高科技奧林匹克比賽開始……；之後比賽結束後，異能嗶波猴被命令，遺傳磁碟片影響變黑色的霧，形成地球的危機，小翔一行人和嗶波猴一行人一起解除危機？

### 《捉猴啦 百萬猴軍勁爆大出擊故事簡介》
小翔他們來到新落成的市鎮參觀，可是在世界各地的天空上出現了母艦，母艦裡的居然是猴子，另一方面，在南方小島度假的斯貝達，被猴子搬來的電視機嚇呆了，並在罵那些猴子不憧分辯誰是真，誰才是冒牌，還叫在旁陪同的猴子到事發現場，原來這件事件本後的幕後兇手，是製造異能嗶波猴的神秘男子，今次的嗶波猴可不是像平時一樣，而是身穿盔甲式座在坦克上，在香港到處破壞，究竟小翔他們和斯貝達能不能夠化解危機呢？另外戰艦墜落後，戰艦液體的危機時期，來自東京裡面的新宿、秋葉原、台場、以及非東京都的川崎、橫濱到處有些綠色機械液體的危機，不曉得小翔一行人以及斯貝達一起化解危機？

### 《捉猴啦 猴子愛作戰故事簡介》
和平的某天，小翔和夏美又在吵架，看到窗外的狗變大了，又收到斯貝達的信息說他們被奈米加農炮擊中了，所以變小，而且他們的同伴被斯貝達捉著了，現在在巫奇五人組手上，如果想變回原來的樣子，那就要收集在巫奇五人組和斯貝違手上的奈米卡片，變小了的他們不方便行動，便利用搖控器操縱研究所，登上嗶波猴的帽子上，究竟他們能不能夠打敗斯貝達和救回同伴呢？

### 《捉猴啦 嗶波猴賽車故事簡介》
為了要打敗小翔的斯貝達，要和猴子進行訓練，而這項訓練是在猴子的手腳上加上車輪，讓他們成為賽車，猴子沒有讓斯貝達同意，私自舉行一個賽車比賽，究竟誰可以成為這次比賽的冠軍呢？

### 《捉猴啦 嗶波猴學院2故事簡介》
為了要打敗小翔的斯貝達，開辨了一間嗶波猴學苑，嗶波猴要用卡片打敗嗶波猴和巫奇五人組才可以畢業，究竟誰可以在嗶波猴學苑畢業呢？

### 《捉猴啦 嗶波猴戰記故事簡介》
在眾多嗶波猴居住的和平國度「過去王國（トキシカ王国）」，主角是該王國的王子，也許是因為從小嬌生慣養之故，因此他成為了什麼都不會的笨蛋。
擔心王子將來的國王，於是命令王子展開外出修行之旅。不過踏上旅程的王子卻一點自覺與緊張感也沒有。旅途中王子發現了不可思議的三座巨大石像，據說這些石像中封印了很久以前讓過去王國陷入恐怖、被稱為「嗶波怪（ピポトロン）」的三隻魔物。王子則是一如預期般，不小心解開了封印！

## 登場人物（小翔方）
小翔（カケル）
（聲優:遊戲:瀧本富士子/動畫版:石川静）
本作品的主角之一。四年級生，和廣樹是好朋友，數學方面全敗。
在《捉猴啦》初次登場，在《捉猴啦》，《捉猴啦P》，《嗶波猴2001》，《競技場》，《百萬猴軍》和《猴子愛作戰》中負責捕捉猴子和打敗斯貝達的人，擅長用不同類型的武器。
必殺技有衝刺龍捲風（クラッシュ・ハリケーン）、音波旋轉（ソニック・レボリューション）、次元劍（ディメンション・ブレイク）和閃電爆裂（サンダー・クラック）
在百萬猴軍，獨有武器為巨大激光棒、雙重激光棒和氣功棒。
百萬猴軍的擅長神奇機器，有雙重激光棒、巨大激光棒、遙控炸彈及H飛彈發射器
電玩版在競技場後就很明顯的暗戀春香。
春香（ハルカ）
（聲優:半場友惠）
和小翔也是10歲，是第一屆高科技奧林匹克和第一屆高科技競技場的勝出者，她的父親是博士的師弟，科學家，但是在第二屆高科技奧林匹克開始時，受到異能嗶波猴襲擊，現在下落不明，在[編輯] 神奇機器競技場 嗶波猴終極熱戰中初次登場，在百萬猴軍裡，看到猴子降落在日本，而獨自調查神秘男子的事，之後，她聯絡小翔他們或斯貝達他們說請保護異能嗶波猴，和小翔會合時，腳受了傷，是百萬猴軍裡要輸入密碼才取得的隱藏人物，在百萬猴軍中獨有武器有追尾光箭。
必殺技有黎明光箭（サンシャイン・アロー）、漣漪暴風（リップル・ストーム）、旋轉連射（スピン・ショット）和追尾光箭（ホーミング・アロー），在動畫版裡，喜歡小翔。百萬猴軍的隱藏角色之一
夏美（ナツミ）
（聲優：川上倫子）
是博士的孫女，也是博士的得力助手。就讀中學2年級，當小翔是弟弟看待，不會主動戰鬥。
在《捉猴啦2》使用的武器是由她交給小光並介紹的。
擅長使用槍的武器。
獨有武器為激光棍、雙棍和雙雷射槍（以上3項為晶片合成後獨有）。
競技場的必殺技有衝刺呼拉圈極限加速（ダッシュフープ・オーバーブースト）、小熊炸彈（クマさん爆弾）
百萬猴軍的必殺技有雙重雷射全線爆破（ダブルレーザーフルバースト（だぶるれーざーふるばーすと）） 、安裝強化彈（強化弾セットアップ（きょうかだんせっとあっぷ）） 、閃光環圈（フラッシュリング）
必殺技有對地衝擊彈（対地衝撃弾（たいちしょうげきだん）） 、閃光音響彈（閃光音響弾（せんこうおんきょうだん）） 。
在動畫裡，在養一隻名叫「クータ」的白色猴子，事實上這隻猴子是斯貝達（動畫設定）。
博士（ハカセ）
（聲優:遊戲:八奈見乘兒/動畫版：梅津秀行）
天才發明家，夏美的爺爺，和秋惠是同學，性格樂觀，小翔的傾訴對象。發明了一個穿越現實和電腦世界的電腦程式，捉猴啦1和2、猴子愛作戰裡的武器和嗶波猴帽也是他發明。
在百萬猴軍中離開了研究所和小翔他們一起捕捉猴子。
獨有武器為鎚，大鎚和尖鎚
必殺技為高溫電離球（プラズマ制御）、大爆炸（大爆發）、電磁護罩（電磁バリア）和自我解放（リミッター解除）。
百萬猴軍必殺技只有集中砲火。
賈露（チャル）
（聲優:遊戲:川上とも子/動畫版: 佐藤利奈）
博士發明的電腦程式，是博士的助手，廚藝了得。
在《捉猴啦》提示小翔要捕捉多少隻猴子，後來博士幫他製造了機械身體，令她可以自由穿梭虛擬電腦世界和現實世界。
在百萬猴軍中和小翔他們一起捕捉猴子。在百萬猴軍的新落成市鎮裡的電腦系統，也是採用了她，但郤被異能嗶波猴Creak所製造的病毒賈露感染。電腦系統中的賈露於事件結束後回復原狀。
擅長使用輔助型的武器和必殺技。獨有武器為鳳凰手腕和魔法手杖
百萬猴軍的必殺技有鏡面武裝（ミラーフォース）、全範圍射擊（オールレンジショット）、幻象武裝（イリュージョンフォース）
必殺技為重力聽我使喚（重力コントロール）、神奇機器聽我使喚（ガチャメカコントロール）（せんこうおんきょうだん）、輸入聽我使喚（入力コントロール）（せんこうおんきょうだん）和時間聽我使喚（時間コントロール）（せんこうおんきょうだん）。
廣樹（ヒロキ）
（聲優:遊戲:伊倉一惠/動畫版:皆川純子）
是小翔的好友和對手，知書識禮的男孩，喜歡夏美。在《捉猴啦》中被斯貝達洗腦，與小翔為敵，但最後恢復了記憶。在百萬猴軍中的獨有武器和必殺技和小翔以及黑暗廣樹相同。在動畫裡的廣樹沒有被斯貝達洗腦。百萬猴軍的隱藏角色之一。
小光（ヒカル）
（聲優:捉猴啦2時:熊井統子/猴子愛作戰時:比嘉久美子）
《捉猴啦2》的主角，是小翔的表弟，因意外令猴子樂園裡的猴子再次戴上了嗶波猴帽，也使斯貝達再次有侵略地球的野心。是小嗶波猴的好朋友。有香蕉回力標、滅火筒和磁石貼等特殊道具。
小嗶波猴（ピポッチ）
（聲優:南央美）
是小光的好朋友，在《捉猴啦2》中登場，身上有一對翅膀，雖然也戴上了嗶波猴帽，還是迷你版，是個好的嗶波猴，平時和小光一起時，就在小光的頭上，負責把小光掉下去時拉他上來，也會給小光提示。平常會待在研究所，有時會走到其他地方。曾經被紅巫奇捉走。
小悟（サトル）
（聲優:竹內順子）
《捉猴啦3》的男主角，是彩香的弟弟，喜歡打棒球，喜歡體育課和營養午餐，因為和秋惠伯母在看彩香的錄影帶，所以沒有變成懶惰蟲，夏美將打敗斯貝達的任務交給彩香和小悟，在動畫裡的第二集的前半登場，能夠變身來捕捉猴子。是黃巫奇喜歡的人，他卻覺得黃巫奇非常噁心。
彩香（サヤカ）
（聲優:野中藍）
《捉猴啦3的女主角》，是小悟的姐姐，是話題的人氣偶像，有一首名為「HAPPY☆センセーション」的歌。喜歡中國音樂，變身套裝十分可愛。嗶波猴中甚至成立「彩香粉絲俱樂部」，成員看到本人時會迷昏，讓彩香捕捉。因為太出名，而招來桃巫奇的嫉妒。因為在電視台拍攝節目時，在外面看到猴子後，立刻跑回秋惠的研究所裡通知小悟和秋惠伯母，所以沒有變成懶惰蟲。
秋惠（アキエ）
（聲優:大原沙耶香）
捉猴啦3的博士，彩香和小悟稱她為「秋惠伯母」，和博士以及智腦巫奇是同學，是發明變身器給彩香和小悟的人。
庫塔（クータ）
（聲優:坂本千夏）
動畫原創人物，是夏美飼養的一隻白色猴子，戴上了嗶波猴帽就變成了斯貝達，平時會待在研究所，偶然也會在外面流連。
せんこうおんきょうだん:限競技場模式、對戰模式使用（百萬猴軍）

## 主要人物介紹（斯貝達方）
斯貝達（スペクター）
（聲優:坂本千夏）
原本是在猴子樂園的人氣白色小猴子，1月28日生日，因為意外戴上了嗶波猴帽，變成了壞人，當了嗶波猴的首領，捉猴啦1,2,3和猴子愛作戰都是他在背後指使嗶波猴，在嗶波猴終極熱戰裡，操控猩擬盔甲機器人，在百萬猴軍裡，本人與隨行的嗶波猴在南方小島度假，被新種異能嗶波猴假冒他，令其他嗶波猴跟隨冒牌貨到處破壞，決定去捉著那些笨猴子，去履行首領的義務，之後還和小翔他們一起合作破壞神秘男子的陰謀。
百萬猴軍中的獨有武器:拐棍、反彈激光棒和巨大激光棒
百萬猴軍的擅長神奇機器，有拐棍、反彈激光棒、散彈槍及機械飛彈發射器
必殺技（百萬猴軍）:火箭椅（ロケットチェア）（類似香蕉飛彈）、杏仁椅（アーモンチェア）和飛行椅（フライングチェア）（類似猴子飛碟）以及六項必殺技和猴子大隊一樣。
在動畫裡，是由夏美飼養的白色猴子，戴上了嗶波猴帽，而變成斯貝達。
但在動畫第二部時，似乎並非由克達所變成。
嗶波猴（ピポサル）
（聲優:山田ふしぎ、梅田貴公美、並木伸一）
因為被斯貝達戴上嗶波猴帽，而成為腦筋有點靈巧的嗶波猴，原本也是猴子樂園的猴子，在捉猴啦1,2,3和猴子愛作戰每個關卡也看到牠們，在百萬猴軍，除了與斯貝達到南方小鳥度假的猴子，其他被冒牌斯貝達騙了。
嗶波猴的褲子有不同的顏色，稱為：「猴子大隊」，黃褲嗶波猴代表每項能力平均，紅褲嗶波猴代表擅長激光棒系列的武器，在捉猴啦1,2和3及競技場常看到牠們手是穿著拳套，戴太陽眼鏡的黑褲嗶波猴擅長使用射擊系的武器，在捉猴啦1,2和3常看到牠們拿著機關槍，綠褲嗶波猴擅長使用飛天蜻蜓系列的武器，藍褲嗶波猴速度較快，青褲嗶波猴擅長使用遙控車系列的武器，白褲嗶波猴擅長利用炸彈的武器。另外，還有些猴子在模枋有名的人物。
百萬猴軍中的獨有武器:激光棒、巨大激光棒、雙鎚和Ｗ鑽岩手套
必殺技:猴子火箭筒（サルバズーカ）、香蕉飛彈（バナナロケット）、嗶波猴激浪（ピポサルウェーブ）、猴子亂舞（サル乱舞）、猩擬眼（ゴリアックアイ）、戰艦射擊（せんかんしゃげき）、猩擬拳（ゴリアックハンド）和猴子飛碟（サルユーフォー）
智腦巫奇（Dr. トモウキ）
（聲優:藤原啓治）
憎恨人類的科學家，與秋惠是相識，由於憎恨人類，在捉猴啦3和斯貝達合作，最後覺悟了，在太空站裡被炸死,後期發現他和一隻小兵一起奇跡生還（留意第一次捉去斯貝達後字幕旁邊圖片和最後那一張照片）。
小翔猴（ガゲル）
模枋小翔的猴子。
小光猴（ビガル）
模枋小光的猴子。
小悟猴（ザドル）
模枋小悟的猴子。
彩香猴（ザヤガ）
模枋彩香的猴子。

### 主要人物介紹（斯貝達方—巫奇五人組）
巫奇五人組在捉猴啦2最初登場，在捉猴啦3和猴子愛作戰亦有登場。在百萬猴軍中，合成了晶片後，就可以在必殺技召喚出紅巫奇和桃巫奇。
紅巫奇（ウッキーレッド）
（聲優:遊戲:郷里大輔/動畫版:梅津秀行）
是巫奇五人組的首領，他放的屁可是十分臭，可以令人暈倒，10月11日生日，曾在捉猴啦2捉走小嗶波猴，在捉猴啦3中穿著中華風的衣服，在漫畫、劇場版也有登場。
藍巫奇（ウッキーブルー）
（聲優:遊戲:櫻井孝宏/動畫版 川島得愛）
是巫奇五人組中速度最快的一位，9月11日生日，擅長使用射擊系的武器，經常騎著一邊單車，一邊拿著香蕉槍射主角或給主角手榴彈。喜歡桃巫奇，後來喜歡上秋惠小姐。
黃巫奇（ウッキーイエロー）
（聲優:遊戲:樫井笙人/動畫版:鈴木琢磨）
是巫奇五人組中的重量戰士，全隊中是最胖的，喜歡小悟，性格像一個女孩，但是是男的，在捉猴啦2中以相撲手的裝扮登場，被主角打敗後逃走，之後，吃香蕉太多而巨大化，在捉猴啦3，而忍者名義登場，雖然喜歡小悟，卻討厭比他可愛的女孩，例如小悟的姐姐，彩香。
桃巫奇（ウッキーピンク）
（聲優：松下美由紀/動畫版:半場友惠）
是巫奇五人組中的人氣偶象，嫉妒彩香比她還要有名氣，雖然她有可愛的一面，但是生氣時，樣子可是很害怕，因此這樣她有雙重性格，生氣時可是很難應付，在捉猴啦2，在小光來到是說要看演唱會，在唱歌的情況下，被小光打了3次後，還說小光「有權破壞猴子的夢想嗎？」，然後就生氣了，在捉猴啦3，以拉丁服裝登場，被彩香/小悟打敗後，不服氣，說要到別的地方修行，然後回來打敗主角，捕捉了斯貝達後，又給她放了出來，在猴子愛作戰，騙了主角，把偽小悟和真小悟對調，並放在黃巫奇那裡。
白巫奇（ウッキーホワイト）
（聲優:緒方賢一/遊戲:西村朋紘）
是巫奇五人組中的科學家，經常發明東西打敗主角，事實上，他的實力很弱，在捉猴啦2，製造了小光機械人來和主角分出勝負，在捉猴啦3，製造了機械龍來和主角決一高下。

### 其他角色
鲍爾坎諾（ボルケーノ）
世界錦標賽衛冕者
百萬猴軍中的神奇機器和必殺技跟嗶波猴的猴子大隊一樣
傳說雷傑特（レジェンド）
傳說錦標賽衛冕者
勝利Pose跟斯貝達一樣動作和小翔的必殺技一樣
百萬猴軍中的獨有武器:火焰刀、冰結刀和氣功刀以及空移
必殺技有:冰結火焰斬、超絕滿月斬、龍捲斬（類似衝撞龍捲風）、音速斬（類似音波進化）、爆裂斬（類似次元劍）、雷光斬（類似閃電墜落）

## 主要人物介紹（神秘男子、異能嗶波猴方）
神秘男子（謎の男）
（聲優:楠大典）
身份不明，能製造出異能嗶啵猴的神秘男子。
初次登場於終極熱戰中，能操縱極高度的科技。於第二屆高科技奧林匹亞中，雖曾引發企圖強行奪取電腦虛擬世界而引發起大事情。這項陰謀後來因小翔等人的出現，令陰謀被迫阻止。
在百萬猴軍中也是幕後主謀，可是在故事後期被異能嗶波猴J殺死！

### 異能嗶波猴
異能嗶波猴（ピポトロン）
（聲優:遊戲:楠大典/動畫版 紅色異能嗶波猴:西村朋紘、藍色異能嗶波猴:鈴木琢磨、黃色異能嗶波猴:山田ふしぎ）
帶著黑色嗶波帽的猴子，原本是神祕男子創作出的戰鬥型嗶波猴。
紅色異能嗶波猴擅長使用激光劍類型的神奇機器，藍色異能嗶波猴擅長使用衝刺類型的神奇機器，黃色異能嗶波猴擅長使用雷射槍類型的神奇機器。
必殺技為異能獠牙（トロンガッシュ）、異能加農砲（トロンキャノン）、黑暗流線（ダークネスストリーム）和黑暗怒吼（暗黒の叫び）
在奧林匹亞賽時，任由神秘男子操縱。磁碟搶到手時遭到神祕男子的無情背叛，事件結束後遊走天涯。對於神祕男子似乎抱著很大的恨意，至今還在流浪中。
在百萬猴軍中，小翔他們或斯貝達和嗶波猴們答應春香的請求，保護他們。百萬猴軍的隱藏角色之一，獨有神奇機器是異能鎖鏈
動畫版中像個笨蛋。

### 新種異能嗶波猴
於百萬猴軍裡登場，是神秘男子所製造的新種異能嗶波猴
異能嗶波猴J（ピポトロンJ）
（聲優:動畫版:てらそままさき）
是新種異能嗶波猴的隊長，有領導才能，頭腦冷靜，戰鬥力深不可測，據說他可以運用催眠術來操控對手的奇怪能力，在百萬猴軍中把神秘男子殺掉。
異能嗶波猴G（ピポトロンG）
（聲優:遊戲:楠大典/動畫版: 並木伸一）
擁有強大的怪力，戰鬥力居強，外表看似強悍，其實有很溫柔的一面。本來應該一隻是猩猩。在百萬猴軍曾經救過夏美和賈露。 可以在百萬猴軍的競技模式使用
異能嗶波猴Crack（ピポトロンクラック）
（聲優:遊戲:楠大典/動畫版:桐本琢也）
擅長入侵電腦的新種異能嗶啵猴，特長的手令牠可自由地操縱著鍵盤。在百萬猴軍中曾經在虛擬電腦世界製造病毒賈露，導致與病毒賈露戰鬥的賈露也受到感染，變成病毒賈露。後來被神秘男子槍斃。
異能嗶波猴Meta（ピポトロンメタ）
（聲優:遊戲:楠大典/動畫版:梅田貴公美）
持有變身能力的新種異能嗶啵猴，據說能自由變化成各種形狀或材質。在百萬猴軍裡曾經變身成斯貝達，令到嗶波猴不相信真正的斯貝達！

### 其他
黑暗異能嗶波猴‧超級異能嗶波猴（ダークダーピポトロン･スーパーピポトロン）
（聲優:遊戲:楠大典）
初登場於終極熱戰。異能嗶波猴因被神秘男子從可啟動電光核心的磁碟中抽取一部分資料輸入體內而變成此形態。
黑暗廣樹‧藍色廣樹（ダークヒロキ･ブラックヒロキ）
（聲優:遊戲:伊倉一惠）
初登場於終極熱戰。廣樹因被神秘男子從可啟動電光核心的磁碟中抽取一部分資料輸入體內而變成此形態。終極熱戰以及百萬猴軍的隱藏角色之一，只限競技場模式和VS模式的角色。
黑暗斯貝達･橘色斯貝達（ダークスペクター･ブラックスペクター）
（聲優:遊戲:坂本千夏）
初登場於終極熱戰。斯貝達因被神秘男子從可啟動電光核心的磁碟中抽取一部分資料輸入體內而變成此形態，操控黑暗猩擬盔甲機器人戰艦型態。百萬猴軍的隱藏角色之一，只限競技場模式和VS模式的角色。
病毒賈露（ウイルスチャル）
（聲優:遊戲:川上とも子）
由異能嗶波猴C製造，外形酷似賈露，但身體顏色比正常的賈露較為深綠。性格冷酷。不會像正常的賈露般能自我複製。
如果正常的賈露被病毒賈露攻擊，那正常的賈露會受病毒感染，變成病毒賈露。百萬猴軍的隱藏角色之一。

## 神奇機器介紹
在神奇機器競技場裡，每種角色會擁有不同款式的激光劍、衝刺呼啦圈、強力彈弓，遙控汽車和飛天蜻蜓，有四種屬性，分別是普通、火焰、冰凍和閃電（在自創人物的故事模式，每關達成條件，均可獲得服裝、屬性神奇機器或冰凍乘坐物）
在百萬猴軍裡，則用不同晶片，合成出各種不同神奇機器，以及四種屬性，分別是普通、火焰、冰凍以及反彈（在自創人物的故事模式獲得！）
激光劍
是捉猴啦裡的劍，主要來打擊敵人，可以360度回轉來打擊敵人和開動機關，開動機關的方法有打擊紅色按鈕或是使用360度回轉來推動紅黃間隔色的轉輪，使用方法是跳起後推動右控杆和快速轉動右控杆。
捉猴網（神奇機器競技場 嗶波猴終極熱戰除外）
在捉猴啦裡的用途主要用來捕捉猴子，在捉猴啦3容易被猴子奪去網子，反過來捉主角，使用方法是把右搖桿向前來揮動捉猴網。
猴子雷達
在捉猴啦中是用來探測猴子的去向，使用方法是推動右控杆向不同方向探測猴子，探測到猴子時可以按L1，是用來查閱猴子的資料，方便捉猴。
衝刺呼啦圈
在捉猴啦中可以提升速度或攻擊猴子，能追著較快的猴子，只要快速轉動R3後，可以加速跑步並附帶攻擊效果、衝上一些巨有阻力的斜坡和過某些自動關閉的門的功用。
浮潛捉猴器
在捉猴啦中的神奇機器列表中，並沒有這個神奇機器的出現，但只要跳下水，就可以在水中游泳，潛水，到水底捉猴，使用方法是推動左控杆來移動方向，推動右控杆能向該方向發射捕捉網，捕捉猴子，左控杆按下能潛入水中，右控杆按下可以向正方向發射捉猴網，捕捉猴子，可是要看氧氣圖，如氧氣很小時，應立刻浮上水面。
強力彈弓
在捉猴啦裡主要用途是在一些細微的空間裡射某些接鈕開設機關，有3種子彈，分別是普通子彈，攻擊力最低，量無限，爆裂彈，攻擊力高，限量購買（9個），追蹤彈，能向多方向發射子彈，還能鎖定怪物及猴子、開關等，限量購買（9個），此外亦能射猴子，使用方法是向後拉右控杆，然後歸位，可以向拉動的反方向射出子彈，按下右控杆，轉換子彈，開動機關方法是射向紅色按鈕和連續射縉黃間隔色的轉輪。
遙控汽車
是捉猴啦裡主要用途是穿過一些較小的洞裡，開動機關，幫助主角拿金錢，使用方法是推動右控杆來移動方向，穿過門洞（會有賽車起跑線的地板），能使遙控汽車穿過門洞，穿過矮洞，能使遙控汽車進入地下迷宮，右控杆按下能重置遙控汽車回到主角身邊，開動機關的方法，就是把遙控汽車停在紅色按鈕上。
飛天蜻蜓（百萬猴軍勁爆大出擊未出現）
是捉猴啦裡主要用途是飛去一些跳不到的地方，使用方法是跳起或原地狀態快速轉動右控杆，可以垂直上升，在高處或空中快速轉動右控杆，可以緩慢降落，跳起或原地狀態快速回轉，然後推動右控杆，可以飛到較遠的地方。
魔術拳套（在捉猴啦1的斯貝達樂園破關後拿到）
是和2第1次破關後所得到的神奇機器，能攻擊敵人，是比激光劍更強的神奇機器。

### 嗶波猴2001獨有神奇機器
吸塵機
是嗶波猴2001的神奇機器，主要把嗶波猴的褲子吸住，每關收集足夠褲子，放進洗衣機！

### 捉猴啦2獨有神奇機器
香蕉回力鏢
是捉猴啦2裡獨有的神奇機器，是用來吸引猴子從籠子裡出來，使用方法是向後拉右控杆，然後歸位，之後快速轉動右控杆，可以把香蕉回力鏢拋出，然後發出香蕉氣味和香蕉。
滅火筒
是捉猴啦2裡獨有的神奇機器，是用來滅息火焰和開動機關。
磁石貼
是捉猴啦2裡獨有的神奇機器，是用來攻擊敵人和把有磁力的東西吸著。
猴子意粉
是捉猴啦2購入時的初回非賣品！

### 捉猴啦3獨有神奇機器
變身器
是捉猴啦3獨有的神奇機器，主要用途是捕捉猴子和攻擊敵人，可以自由設定快速變身或一般變身，有7種不同的變身套裝，按R1+R2就可以變身，不同變身有不同的功能，除了嗶波猴套裝外，其他時限30秒，30秒後，就回復原狀，或按△/○/╳/□，之後要再待變身能量充滿後才可以再使用，可以在商店街內的便利商店內或各關卡購買補充全部變身能量的石或隨處拿到的補充少量的變身能量石，亦可以在商店街便利商店購買變身能量石（最多可買10顆），便可以變身11次（全部能量滿了）。
第1套變身套裝—幻想騎士
- 幻想騎士是一套高攻高防的變身套裝，速度較慢，擁有自動防禦的功能，主要使用激光劍類的招式，按下右控杆，地上出現了魔法陣，魔法陣是用來捕捉猴子，在魔法陣範圍內的猴子可以全部捕捉，如果在跳高時按下右按鈕，還可以捕捉飛在天空上的猴子，揮動右控杆可以使用蓄力劈斬的招式，是一套能捕捉多隻猴子的套裝。

第2套變身套裝—西部牛仔
- 西部牛仔是一套擅長射擊的變身套裝，是一套遠程攻擊的帥氣牛仔，主要使用遠程子彈的招式，按下右控杆，槍發射了捉猴網，是用來捕捉猴子，揮動右控杆可以使用多重複數鎖定攻擊的招式，是一套能射擊的套裝、只能捕捉一隻猴子。

第3套變身套裝—奇蹟忍者
- 奇跡忍者是一套速度最快的變身套裝，是一套高速飛擔走壁的酷忍者，主要使用短劍攻擊，揮動右控杆可以使用出分身術，發揮比平時多3倍的力量，按了R1後，能在腳印的牆壁上疾走，可以在鋼絲上行走，在空中接著R1能在空中滑翔，按下右控杆，前方扇形判斷捕捉猴子，是一套速度和攻擊力高的一套變身套裝，只能捕捉一隻猴子。

第4套變身套裝—魔神舞者
- 魔神舞者是一套一邊跳舞，一邊唱歌的一套變身套裝，是一套操控精靈寶燈的神秘角色，主要使用音符攻擊和精靈攻擊，按下右控杆可以遠程捕捉猴子，捕動右控杆可以演奏音樂使敵方失去攻擊能力，讓猴子和敵人都跟你一起跳舞，讓你容易捕捉猴子和擊中敵人，向精靈所見方向附近持續推動右控杆使精靈移動，並附帶攻擊效果，使精靈進入一個藍壺會從另一個藍壺出現（機關用），穿過藍壺後一般有按鈕機關等待開啟，演奏音樂可以讓機關打開，是一套方便捉猴的變身套裝，只能捕捉一隻猴子。

第5套變身套裝—功夫龍
- 功夫龍是一套攻擊力高的變身套裝，是一套中國傳統龍拳小子，主要使用連續攻擊，按下右控杆能360℃捕捉猴子，揮動右控杆可以讓功擊力提升（火焰拳），能擊碎帶有龍印圖案的按鈕，是能帶給人一種中國特色的變身套裝，可捕捉多隻猴子。

第6套變身套裝—捉猴戰士（小悟）/捉猴少女（彩香）
- 捉猴戰士/捉猴少女是一套超科技的變身套裝，是一套閃電疾飛的超人，主要使用能反彈的遠程激光劍攻擊，按下右控杆，可以衝刺捕捉猴子，揮動右控杆可以使用各方向激光自動攻擊，可以空中二段遠程飛行，空中連續推動右控杆有無限飄浮效果，可以捕捉多隻猴子。

第7套變身套裝—嗶波猴
- 嗶波猴是一套披著猴子皮的變身套裝，主要是推動右控杆能和猴子打招呼，推動右控杆可以敲門，揮動右控杆可以跳舞並帶動著猴子們跳舞，有香蕉氣味傳出的地方敲門，可以開啟隱藏房間（休息室），變身限時10分鐘，不能捕捉猴子的一套變身套裝。

### 百萬猴軍勁爆大出擊獨有神奇機器

#### 激光棒類
雙重激光棒
巨大激光棒
氣功棒

#### 槍械系機械
雷射槍
最初即可裝備的槍械系機械。攻擊力普通。
機關槍
自動連射的槍械系機械。但攻擊力偏低。
散彈槍
近距離命中時能造成劇烈損傷

#### 靴類
衝刺靴
攻擊靴
瞬間靴

#### 飛彈發射器類
B飛彈發射器
H飛彈發射器
機械飛彈發射器
十萬飛彈發射器

#### 遙控類
遙控炸彈
殺戮針
衛星雷射

#### 終極武器
改造雷射砲

## 乘坐物
捉猴啦1、捉猴啦2、捉猴啦3、嗶波猴終極熱戰以及百萬猴軍勁爆大出擊裡所使用的乘坐物。
小船
坦克
機器人
賽車（捉猴啦3）
冰刀（捉猴啦2）
潛水艇（捉猴啦2）
小型坦克（百萬猴軍勁爆大出擊）
小型機器人（百萬猴軍勁爆大出擊）
中型坦克（百萬猴軍勁爆大出擊）
中型機器人（百萬猴軍勁爆大出擊）
重型坦克（百萬猴軍勁爆大出擊）
重型機器人（百萬猴軍勁爆大出擊）

## 動畫
捉猴啦曾經製作了3套動畫，包括『レッチュ ゲッチュ サルゲッチュ』、『捉猴啦~On Air~』和『捉猴啦~On Air~2nd』。

### 『レッチュ ゲッチュ サルゲッチュ』
這個故事以捉猴啦2為藍本，每話45秒，全部76話，在TV-TOKYO的人氣節目『おはスタ』內限定播出。

### 『レッチュ ゲッチュ サルゲッチュ』人物介紹
小光（ヒカル）
- 是這套動畫的主角，小學4年級，詳細資料請參考主要人物介紹小翔方—小光。

### 『捉猴啦~On Air~』
這個故事以捉猴啦和百萬猴軍為藍本，在TV-TOKYO的節目『おはコロシアム』（毎週星期六AM8:30〜9:00）內，由2006年4月8日至9月30日播放，每話以10分鐘，全部26話，動畫以3D-DG制造。

### 『捉猴啦~On Air~』人物介紹
參考捉猴啦主要人物介紹。

### 『捉猴啦~On Air~』故事簡介
第1話至16話
- 戴了嗶波猴帽的猴子，頭腦變得聰明，這些猴子稱為嗶波猴，可是，隨著時間的變化，會變得十分兇暴，令世界滅亡，為了防止這件事發生，小翔的捉猴之旅開始了……

第17話至22話
- 嗶波猴首領，斯貝達，知道夏美最心愛的白色猴子『クータ』變成了嗶波猴的領導人斯貝達，可是斯貝達卻被異能嗶波猴J們複制了。

第23話至26話
- 「如果有這樣的小機會，讓『クータ』變回斯貝達。」聽到的小翔他們，要應付異能嗶波猴J他們的戰鬥，可是等待的戰鬥比預期更嚴格……

### 『捉猴啦~On Air~2nd』
在第1季完結後，在TV-TOKYO的節目『おはコロシアム』內，也開始播放『捉猴啦~On Air~2nd』，由2006年10月7日至2007年9月29日播放，每話與『捉猴啦~On Air~』也是10分鐘，全部51集。

### 『捉猴啦~On Air~』人物介紹
參考捉猴啦主要人物介紹。

### 『捉猴啦~On Air~2nd』故事簡介
第1話至12話
- 與異能嗶波猴J戰鬥數個月後，小翔他們回到平常的生活，但是新的威脅向小翔他們襲擊！

第13話至21話
- 斯貝達，作為「完全體斯貝達」再次復活。小翔他們，預備與斯貝達的戰鬥增強警戒。

第22話至25話
第26話至40話
第41話至46話
第47話至51話

## 劇場版「劇場版捉猴啦~黃金嗶波猴‧巫奇戰鬥」
- 在2002年夏天，在日本上映了使用3D-DG製作的劇場版，劇場版主要描述「捉猴啦2」主角小光的宿敵斯貝達與猴子戰隊巫奇五人組登場，在世界旅行中，遇到了黃金嗶波猴之謎。

## 漫畫
在コロコロコミック中連載，4格漫畫，名稱是「捉猴啦 巫奇巫奇大作戰」，原來主角是小翔，現在是小光，從1999年6月號的コロコロコミック開始連載，在2000年4月號至2001年2月號休載，作者是後藤英貴。

## 「捉猴啦 巫奇巫奇大作戰」人物介紹
小翔（カケル）
- 是這本漫畫的主角，現在主角是小光，和夏美一樣小學1年級。

夏美（ナツミ）
- 是小翔的女朋友，和小翔一樣是小學1年級。

小光（ヒカル）
- 現在的主角。

嗶波猴（ピポサル）
- 在漫畫中經常出現。

廣樹（ヒロキ）
- 在漫畫中，是存在感最薄弱的一個人物，人物投票是最高的。

斯貝達（スペクター）
- 在漫畫中，是一個要征服世界的人，是嗶波猴最尊敬的人。

アンサールズ
- 是一個貧弱的猴子。

## 插曲
- 「やっぱりサルゲッチュ!」
- 是捉猴啦2、捉猴啦3和猴子愛作戰的主題曲。
- 「ピポサルのテーマ」
- 是捉猴啦1、捉猴啦P破關一次後得到，神奇機器競技場 嗶波猴終極熱戰的插曲。
- 「I feel love」
- 是百萬猴軍裡的插曲。
- 「格闘風月」
- 是百萬猴軍裡的插曲。

## CD

### ガチャメカスタジアム サルバト～レ サルンドトラックス
- 這張CD是收錄了神奇機器競技場 嗶波猴終極熱戰裡38首插曲。

### やっぱりサルゲッチュ!
- 這張CD收錄了「捉猴啦2」、「捉猴啦3」、「レッツゲッチュサルゲッチュ」的主題曲，收錄「劇場版捉猴啦~黃金嗶波猴‧巫奇戰鬥」的ED「やっぱりサルゲッチュ!」，歌手SHINGEN-MONKEYS。

## DVD

### 動畫レッツゲッチュサルゲッチュ【動畫+劇場版】
- 這張DVD收錄了動畫レッツゲッチュサルゲッチュ(全部76話)和「劇場版捉猴啦~黃金嗶波猴‧巫奇戰鬥」。

## 外部連結
- 捉猴啦官網（日文） （页面存档备份，存于）
- 捉猴啦香港網站[永久]
- 捉猴啦維基（Ape Escape Wiki） （页面存档备份，存于）